# Lygodactylus broadleyi
Lygodactylus broadleyi är en ödleart som beskrevs av  Pasteur 1995. Lygodactylus broadleyi ingår i släktet Lygodactylus och familjen geckoödlor.
Artens utbredningsområde är Tanzania. Inga underarter finns listade i Catalogue of Life.